# Carl Röver
Carl Georg Röver (12 février 1889-15 mai 1942) est un responsable du  parti nazi allemand. Il est Gauleiter de Gau Weser-Ems (de) et Reichsstatthalter d'Oldenbourg et de Brême.

## Premières années
Röver est né à Lemwerder et sert pendant la Première Guerre mondiale, d'abord dans l'armée régulière avant de rejoindre le département de propagande de l'Oberste Heeresleitung. Il devient initialement membre du parti nazi en 1923, et le rejoint en 1925 après sa période de hors-la-loi. Il rejoint également la Sturmabteilung (SA) et atteint le grade d'Obergruppenführer le 9 novembre 1938. Il atteint également le grade d'Obergruppenführer dans le Corps automobile national-socialiste (Nationalsozialistisches Kraftfahrerkorps ou NSKK) le 30 janvier 1939

## Carrière nazie
Carl Röver est déjà actif en politique avant la prise du pouvoir par les nazis. Il rejoint le Oldenburg Stadtsrat (conseil municipal) en 1924. Il est Ortsgruppenleiter pour le parti en avril 1925 et Bezirksleiter (chef de district) à Oldenburg et en Frise orientale en juillet 1927.
Le 20 mai 1928, il devient membre du Landtag d'Oldenbourg. Finalement, Adolf Hitler le nomme Gauleiter lors de la création du Gau Weser-Ems (de) le 1er octobre 1928.
En septembre 1930, il est élu au Reichstag dans la circonscription électorale 14, Weser-Ems.
Le 16 juin 1932, il devient ministre-président d'Oldenbourg, réunissant ainsi sous son contrôle les plus hautes fonctions du parti et du gouvernement de sa juridiction.
Lorsqu'en septembre 1932, le conseil supérieur de l'église d'Oldenbourg, le conseil exécutif de l'Église évangélique luthérienne d'Oldenbourg, décida d'autoriser l'utilisation de l'église Saint-Lambert de la ville d'Oldenbourg pour le sermon du pasteur africain Robert Kwami (de), Röver réagit immédiatement, lançant des tirades racistes contre Kwami, la Mission Norddeutsche et le conseil supérieur de l'église exigeant le report du sermon. Le parti nazi demande au ministère d'État d'Oldenbourg - le gouvernement de l'État étant dominé par les nazis - d'arrêter le sermon.
Malgré les menaces publiques des nazis locaux, connues plus tard sous le nom d'affaire Kwami (de), le sermon a lieu comme prévu le 20 septembre 1932.
Le 5 mai 1933, Röver est nommé au poste de Reichsstatthalter pour les États d'Oldenbourg et de Brême après que le régime nazi ait effectivement pris le contrôle centralisé des gouvernements des États en Allemagne. À ce poste, il joue un rôle important dans la perpétration de l'Holocauste puisqu'il a personnellement signé l'ordre pour chaque Juif expulsé de Brême au cours de sa vie.
Dans ce rôle de gouverneur impérial, Röver se heurte au Reichsmarschall Göring qui, en tant que ministre-président de Prusse, ne cache pas son désir d'incorporer Brême à la Prusse. Röver s'est constamment opposé à cette décision et réussit à convaincre Hitler de décliner les demandes de Göring.
Le 4 septembre 1935, Rover est nommé membre de l'Académie de droit allemand de Hans Frank. Il est en quelque sorte l'un des favoris de Martin Bormann, ce qui contribue à ce que, lors de la création d'un Arbeitsbereich (« sphère de travail » - une unité externe du parti nazi) dans les Pays-Bas occupés voisins, la plupart de son personnel est originaire de Weser-Ems.

## Décès
Röver aurait été victime d'un accident vasculaire cérébral en mai 1942 et serait décédé peu après à Berlin.
Ses funérailles nationales à la Chancellerie du Reich à Berlin se sont avérées un événement somptueux, en présence d'Adolf Hitler lui-même et d'Alfred Rosenberg qui a prononcé l'éloge funèbre.
Paul Wegener lui succède comme Gauleiter.
La cause officielle de son décès est répertoriée par certaines sources comme une pneumonie et par d'autres comme une insuffisance cardiaque.
La cause du décès de Röver est contestée par David Irving, qui affirme dans son livre Hitler's War que Röver a été tué par des agents nazis envoyés spécifiquement par Martin Bormann. C'est également la conclusion du biographe de Bormann, Jochen Von Lang, qui affirme que le comportement de plus en plus erratique de Röver était dû à une démence progressive provoquée par une syphilis à un stade avancé, prétendument contractée avant la Première Guerre mondiale : « Bormann a ordonné que la nature de la maladie soit préservée secrète. De Munich, il envoya deux agents à Oldenburg qui, le 15 mai, purent lui annoncer que Röver était décédé, officiellement d'une insuffisance cardiaque.».